# NIC-68A
La NIC-68A  es una importante carretera nacional clasificada como colectora secundaria en Nicaragua. Esta vía comienza en el Sur en San Juan de Apante en el Departamento de León y culmina en el Norte en la La Managua en la NIC-22A en el departamento de León.

## Extensión
Con una extensión de 4,13 millas (6,6 km), la NIC-68A juega un rol clave en la conectividad y transporte de la región.